# Silver Tower (Abu Dhabi)
Der Silver Tower (auch HH Sheikh Hamdan Bin Zayed Al Nahyan Tower) ist ein 120 Meter hoher Wolkenkratzer in Abu Dhabi. Der Wolkenkratzer wurde 1990 von Cassia and Associates erbaut und befindet sich an der Corniche von Abu Dhabi. Die ersten vier Stockwerke werden von der Abu Dhabi Investment Authority genutzt und die restlichen Stockwerke von 5 bis 29 sind Wohnfläche. 